# Pristiphora thomsoni
Pristiphora thomsoni är en stekelart som beskrevs av Lindqvist 1953. Pristiphora thomsoni ingår i släktet Pristiphora, och familjen bladsteklar. Arten är reproducerande i Sverige.